# Grand Prix Japonska 2019
Grand Prix Japonska 2019 (oficiálně Formula 1 Japanese Grand Prix 2019) se jela na okruhu Suzuka Circuit v Suzuce v Japonsku dne 13. října 2019. Závod byl sedmnáctým v pořadí v sezóně 2019 šampionátu Formule 1.

## Kvalifikace
| Poř.                       | No. | Jezdec             | Konstruktér               | Časy v kvalifikaci | Časy v kvalifikaci | Časy v kvalifikaci | Pořadí na startu |
| Poř.                       | No. | Jezdec             | Konstruktér               | Q1                 | Q2                 | Q3                 | Pořadí na startu |
| -------------------------- | --- | ------------------ | ------------------------- | ------------------ | ------------------ | ------------------ | ---------------- |
| 1                          | 5   | Sebastian Vettel   | Ferrari                   | 1:28.988           | 1:28.174           | 1:27.064           | 1                |
| 2                          | 16  | Charles Leclerc    | Ferrari                   | 1:28.405           | 1:28.179           | 1:27.253           | 2                |
| 3                          | 77  | Valtteri Bottas    | Mercedes                  | 1:28.896           | 1:27.688           | 1:27.293           | 3                |
| 4                          | 44  | Lewis Hamilton     | Mercedes                  | 1:28.735           | 1:27.826           | 1:27.302           | 4                |
| 5                          | 33  | Max Verstappen     | Red Bull Racing-Honda     | 1:28.754           | 1:28.499           | 1:27.851           | 5                |
| 6                          | 23  | Alexander Albon    | Red Bull Racing-Honda     | 1:29.351           | 1:28.156           | 1:27.851           | 6                |
| 7                          | 55  | Carlos Sainz Jr.   | McLaren-Renault           | 1:29.018           | 1:28.577           | 1:28.304           | 7                |
| 8                          | 4   | Lando Norris       | McLaren-Renault           | 1:28.873           | 1:28.571           | 1:28.464           | 8                |
| 9                          | 10  | Pierre Gasly       | Scuderia Toro Rosso-Honda | 1:29.411           | 1:28.779           | 1:28.836           | 9                |
| 10                         | 8   | Romain Grosjean    | Haas-Ferrari              | 1:29.572           | 1:29.144           | 1:29.341           | 10               |
| 11                         | 99  | Antonio Giovinazzi | Alfa Romeo Racing-Ferrari | 1:29.604           | 1:29.254           |                    | 11               |
| 12                         | 18  | Lance Stroll       | Racing Point-BWT Mercedes | 1:29.594           | 1:29.345           |                    | 12               |
| 13                         | 7   | Kimi Räikkönen     | Alfa Romeo Racing-Ferrari | 1:29.636           | 1:29.358           |                    | 13               |
| 14                         | 26  | Daniil Kvjat       | Scuderia Toro Rosso-Honda | 1:29.723           | 1:29.563           |                    | 14               |
| 15                         | 27  | Nico Hülkenberg    | Renault                   | 1:29.619           | 1:30.112           |                    | 15               |
| 16                         | 3   | Daniel Ricciardo   | Renault                   | 1:29.822           |                    |                    | 16               |
| 17                         | 11  | Sergio Pérez       | Racing Point-BWT Mercedes | 1:30.344           |                    |                    | 17               |
| 18                         | 63  | George Russell     | Williams-Mercedes         | 1:30.364           |                    |                    | 18               |
| 107% času vítěze: 1:34.593 |     |                    |                           |                    |                    |                    |                  |
| DNQ                        | 20  | Kevin Magnussen    | Haas-Ferrari              | Bez času           |                    |                    | 19               |
| DNQ                        | 88  | Robert Kubica      | Williams-Mercedes         | Bez času           |                    |                    | BOX              |
| Zdroj:                     |     |                    |                           |                    |                    |                    |                  |

Poznámky
1. 1 2  Max Verstappen a Alexander Albon zajeli shodný čas. Max Verstappen tohoto času dosáhl dříve a díky tomu startoval před Maxem Verstappenem.
2. ↑  Kevin Magnussen nezaznamenal čas, kterým by se kvalifikoval ve 107 % času vítěze. Start mu byl povolen sportovními komisaři.
3. ↑  Robert Kubica nezaznamenal čas, kterým by se kvalifikoval ve 107 % času vítěze. Start mu byl povolen sportovními komisaři. Zároveň musel startovat z boxové uličky kvůli výměně některých dílů na jeho voze.

## Závod
| Poř.                                                                | No. | Jezdec             | Konstruktér               | Počet kol | Čas/Odstoupení           | Pořadí na startu | Body |
| ------------------------------------------------------------------- | --- | ------------------ | ------------------------- | --------- | ------------------------ | ---------------- | ---- |
| 1                                                                   | 77  | Valtteri Bottas    | Mercedes                  | 52        | 1:21:46.755              | 3                | 25   |
| 2                                                                   | 5   | Sebastian Vettel   | Ferrari                   | 52        | +13.343                  | 1                | 18   |
| 3                                                                   | 44  | Lewis Hamilton     | Mercedes                  | 52        | +13.858                  | 4                | 16   |
| 4                                                                   | 23  | Alexander Albon    | Red Bull Racing-Honda     | 52        | +59.537                  | 6                | 12   |
| 5                                                                   | 55  | Carlos Sainz Jr.   | McLaren-Renault           | 52        | +1:09.101                | 7                | 10   |
| 6                                                                   | 16  | Charles Leclerc    | Ferrari                   | 51        | +1 kolo                  | 2                | 8    |
| 7                                                                   | 10  | Pierre Gasly       | Scuderia Toro Rosso-Honda | 51        | +1 kolo                  | 9                | 6    |
| 8                                                                   | 11  | Sergio Pérez       | Racing Point-BWT Mercedes | 51        | +1 kolo                  | 17               | 4    |
| 9                                                                   | 18  | Lance Stroll       | Racing Point-BWT Mercedes | 51        | +1 kolo                  | 12               | 2    |
| 10                                                                  | 26  | Daniil Kvjat       | Scuderia Toro Rosso-Honda | 51        | +1 kolo                  | 14               | 1    |
| 11                                                                  | 4   | Lando Norris       | McLaren-Renault           | 51        | +1 kolo                  | 8                |      |
| 12                                                                  | 7   | Kimi Räikkönen     | Alfa Romeo Racing-Ferrari | 51        | +1 kolo                  | 13               |      |
| 13                                                                  | 8   | Romain Grosjean    | Haas-Ferrari              | 51        | +1 kolo                  | 10               |      |
| 14                                                                  | 99  | Antonio Giovinazzi | Alfa Romeo Racing-Ferrari | 51        | +1 kolo                  | 11               |      |
| 15                                                                  | 20  | Kevin Magnussen    | Haas-Ferrari              | 51        | +1 kolo                  | 19               |      |
| 16                                                                  | 63  | George Russell     | Williams-Mercedes         | 50        | +2 kola                  | 18               |      |
| 17                                                                  | 88  | Robert Kubica      | Williams-Mercedes         | 50        | +2 kola                  | BOX              |      |
| Ret                                                                 | 33  | Max Verstappen     | Red Bull Racing-Honda     | 14        | Brzdy                    | 5                |      |
| DSQ                                                                 | 3   | Daniel Ricciardo   | Renault                   | 51        | Nelegální brzdový systém | 16               |      |
| DSQ                                                                 | 27  | Nico Hülkenberg    | Renault                   | 51        | Nelegální brzdový systém | 15               |      |
| Nejrychlejší kolo: Lewis Hamilton (Mercedes) – 1:30.983 (v kole 45) |     |                    |                           |           |                          |                  |      |
| Zdroj:                                                              |     |                    |                           |           |                          |                  |      |

Poznámky
1. ↑  Lewis Hamilton získal jeden bod za zajetí nejrychlejšího kola.
2. ↑  Charles Leclerc obdržel trest přičtení 15 sekund k času v cíli, 5 sekund za zavinění kolize s Maxem Verstappenem a 10 sekund za ignorování povolání do boxů.
3. 1 2  Daniel Ricciardo a Nico Hülkenberg byli dodatečně diskvalifikováni kvůli nelegálnímu brzdovému systému v jejich vozech.

## Průběžné pořadí po závodě
- Tučně jsou vyznačeni jezdci a týmy se šancí získat titul v Poháru jezdců nebo konstruktérů.

Pohár jezdců
|        | Pořadí | Jezdec           | Body |
| ------ | ------ | ---------------- | ---- |
|        | 1      | Lewis Hamilton   | 338  |
|        | 2      | Valtteri Bottas  | 274  |
|        | 4      | Charles Leclerc  | 223  |
|        | 3      | Max Verstappen   | 212  |
|        | 5      | Sebastian Vettel | 212  |
| Zdroj: |        |                  |      |

Pohár konstruktérů
|        | Pořadí | Konstruktér           | Body |
| ------ | ------ | --------------------- | ---- |
|        | 1      | Mercedes              | 612  |
|        | 2      | Ferrari               | 435  |
|        | 3      | Red Bull Racing-Honda | 323  |
|        | 4      | McLaren-Renault       | 111  |
|        | 5      | Renault               | 68   |
| Zdroj: |        |                       |      |